# DayZ (modyfikacja gry)
DayZ – modyfikacja gry Arma 2, później Arma 2: Operation Arrowhead. DayZ jest połączeniem standardowej strzelanki i survival horroru oparta na trybie otwartego świata. Modyfikacja (podobnie jak Arma 2) jest określana również mianem symulatora walki.
16 grudnia 2013 roku ukazała się samodzielna wersja gry pod tym samym tytułem, dostępna za pośrednictwem platformy Steam.

## Fabuła
Akcja gry ma miejsce w postapokaliptycznym, fikcyjnym państwie postradzieckim, w którym rozprzestrzenił się nieznany wirus zamieniając populację kraju w zombie. Oficjalna modyfikacja gry rozgrywa się na mapie Czarnoruś o powierzchni 225 km², ale powstało również kilkanaście fanowskich map.

## Rozgrywka
Zadaniem gracza jest stawienie czoła lub unikania interakcji nie tylko z zombie, ale też z innymi graczami. Dodatkowo gracz musi sobie zaspokoić podstawowe potrzeby takie jak pragnienie czy głód lub też wyleczyć odniesione w walce rany czy złamania kości.
Gracz rozpoczyna mając w zapasie jedynie flary i opatrunek, a jego zadaniem jest znalezienie broni, puszek z jedzeniem czy piciem oraz zabezpieczenie przed ewentualnymi ranami czy złamaniami przy pomocy lekarstw, bandaży czy worków z krwią.
Do wyboru jest również szeroki zestaw broni. Do starć bezpośrednich jest łom czy siekiera, na broń palną składają się różnego typu pistolety, strzelby czy karabiny, do dyspozycji mamy również granaty i flary. W grze można wykorzystywać również zwykłe butelki czy puszki do odwrócenia uwagi przeciwnika. Każda broń ma tutaj swój stopień głośności, atakując z broni maszynowej kilku zombie, można spowodować, że kolejne, będące dalej poza wzrokiem gracza, usłyszą strzały i skierują się w stronę ich dźwięku.
Dodatkowo gracz posiada dwie ikonki: oka i ucha, przy których widnieje wskaźnik jak bardzo jest on widoczny czy słyszalny. Poruszając się po świecie w zależności od pory dnia (dzień/noc, ranek/wieczór, deszcz), miejsca (las, otwarty teren, budynek) czy sposobu poruszania się (bieg, chód, czołganie) gracz może być w różnym momencie dostrzeżony lub usłyszany przez zombie.
Gracz może poruszać się po terenie mapy różnymi rodzajami pojazdów. Do dyspozycji są np. rowery, motocykle, pojazdy wojskowe, samochody osobowe, łodzie czy helikoptery. W modzie tym pojazdy te nie są jednak łatwo dostępne, niektóre są ukryte. Raz wykorzystany i np. zniszczony pojazd pojawia się (respawnuje) na mapie gry dopiero po jakimś czasie.

## Odbiór
DayZ była szeroko chwalona za swoją innowacyjność. Kotaku i Eurogamer określili ją jako prawdopodobnie najlepszą grę o zombie jaką kiedykolwiek zrobiono. IGN nazwał grę jedną z najbardziej popularnych gier na PC, natomiast PC Gamer jako największe wydarzenie w świecie gier komputerowych na PC w 2012 roku oraz jedną z najbardziej przeraźliwych gier wszech czasów.